# Mary Odette
Mary Odette (* 10. August 1901 in Dieppe, Frankreich; † 26. März 1987 in Stockport, Grafschaft Cheshire, Großbritannien; gebürtig Odette Goimbault) war eine französische Stummfilm-Schauspielerin in Großbritannien und Deutschland.

## Leben
Odette Goimbault kam mit ihren Eltern bereits als Kind nach England, spielte anschließend, als Teenager, an Londoner Theatern und gab unter ihrem Geburtsnamen inmitten des Ersten Weltkriegs ihr Filmdebüt.
Im ersten Friedensjahr wählte die Wahl-Britin das Pseudonym Mary Odette und spielte im kommenden Jahrzehnt zahlreiche Hauptrollen in Dramen, Melodramen und schwerblütigen Romanzen. 1923–25 ging sie für einige Filme nach Frankreich und Deutschland und spielte erneut Hauptrollen an der Seite von Stars wie dem Exil-Russen Iwan Mosjukin (Verlöschende Fackel), dem Briten Stewart Rome (Im Schatten der Moschee) sowie den Deutschen Eugen Klöpfer (Elegantes Pack) und Werner Krauss (Die Moral der Gasse).
Mit dem Ende der Stummfilm-Ära geriet Mary Odette schlagartig in Vergessenheit. Sie heiratete einen Journalisten und zog mit ihm nach Indien, kehrte aber später nach England zurück.

## Filmografie
- 1916: Cynthia in the Wilderness
- 1917: Dombey and Son
- 1917: The Greatest Wish in the World
- 1918: Spinner o’ Dreams
- 1918: The Wages of Sin
- 1919: Castle of Dreams
- 1919: The Lady Clare
- 1919: With All Her Heart
- 1920: Mr. Gilfil’s Love Story
- 1920: Enchantment
- 1920: Torn Sails
- 1921: The Wonderful Year
- 1921: Cherry Ripe
- 1922: The Crimson Circle
- 1922: The Hypocrites
- 1922: The Lion’s Mouse
- 1923: Verlöschende Fackel (Kean)
- 1923: Im Schatten der Moschee
- 1923: Eugene Aram
- 1924: Nets of Destiny
- 1924: The Diamond Man
- 1924: Not For Sale
- 1925: Vater Voss
- 1925: Mirakel der Liebe
- 1925: Elegantes Pack
- 1925: Die Moral der Gasse
- 1926: If Youth But Knew
- 1927: Celle qui domine
- 1928: Rajah (Emerald of the East)